# Leon "Ndugu" Chancler
Leon "Ndugu" Chancler (Shreveport, 1 de julho de 1952 – Los Angeles, 3 de fevereiro de 2018) foi um baterista estadunidense de jazz, pop e funk. Chancler foi conhecido por tocar bateria em três faixas do álbum Thriller, de Michael Jackson, entre elas o sucesso Billie Jean. Adotou através de sua carreira a alcunha Ndugu ("irmão da terra" ou "camarada" em suaíle). Faleceu em Los Angeles aos 65 anos, vítima de câncer de próstata.